# Arachnis breviscapa
Arachnis breviscapa es una especie de orquídea. Es originaria de Borneo, donde se encuentra en Sabah, Sarawak.

## Taxonomía
Arachnis breviscapa fue descrita por (J.J.Sm.) J.J.Sm. (1912) y publicado en Natuurwetenschappelijk Tijdschrift voor Nederlandsch Indië 72: 74. 1912.
Etimología
Arachnis: nombre genérico que procede da la latinización de la palabra griega: αράχνη (arachnis) que significa "araña", en referencia a la forma de sus flores.
breviscapa: epíteto latino que significa "con escapo corto".
Sinonimia
- Arachnanthe breviscapa J.J.Sm.
- Stauropsis breviscapa (J.J.Sm.) Rolfe
- Vandopsis breviscapa (J.J.Sm.) Schltr.[3][4]